# Selbstfahrlafette

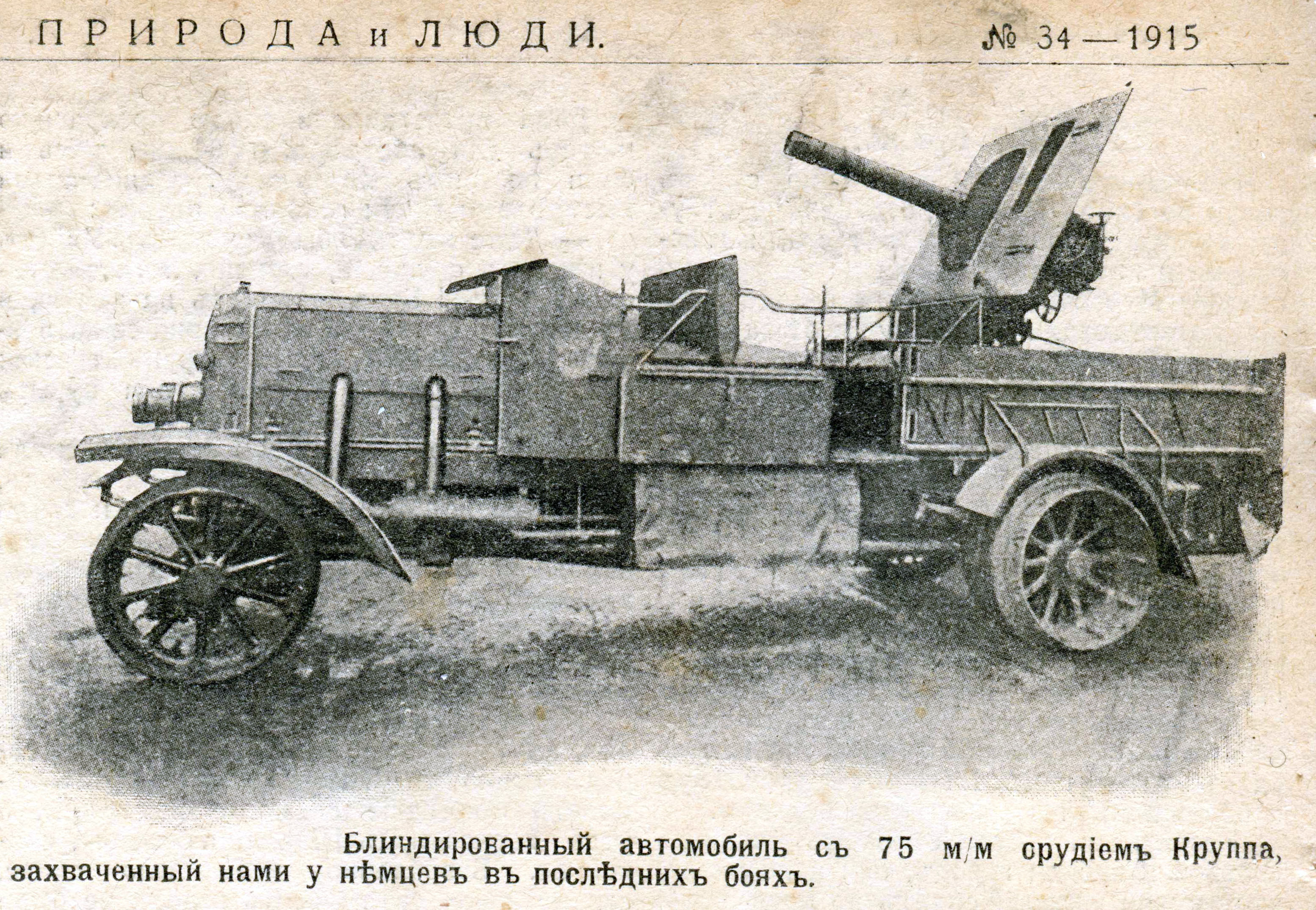
Daimler Fahrgestell mit 75 mm Krupp-Kanone (1915)

Eine Selbstfahrlafette ist eine feste Verbindung eines Geschützes mit einem gepanzerten, teilgepanzerten oder ungepanzerten Landfahrzeug, bei der das Geschütz vom Fahrzeug aus zum Einsatz gebracht werden kann.

## Beschreibung
Der Begriff der Selbstfahrlafette umfasst die beiden maßgeblichen Merkmale dieses Fahrzeugtyps.
- Das Fahrzeug muss in der Lage sein, sich durch einen Antrieb autonom zu bewegen.
- Mit dem Fahrzeug muss eine Lafette, die technische Konstruktion zum Richten und Abfeuern einer Waffe, verbunden sein.

### Autonome Beweglichkeit
In welcher Form die Beweglichkeit des Fahrzeugs hergestellt wird, ist für die Zuordnung eines Fahrzeugs in die Kategorie der Selbstfahrlafetten nicht maßgeblich. Entscheidend ist vielmehr, dass die Kraftquelle des Antriebs der Selbstfahrlafette unmittelbar zugeordnet ist, und der Antrieb zum Fahrgestell gehört. Insofern können auch baulich geteilte, aber miteinander verbundene Fahrzeuge eine Selbstfahrlafette bilden.

### Bewaffnung
Das Geschütz, welches durch eine Selbstfahrlafette beweglich gemacht wird, kann verschiedene Aufgaben erfüllen, artilleristisch durch das Belegen eines Punkt- oder Flächenziels mit Geschossen, der Flugabwehr dienend, durch bekämpfen von Luftzielen und der Panzerabwehr dienend, durch die Bekämpfung gegnerischer Kampffahrzeuge. Abgegrenzt von reinen Transportfahrzeugen werden Selbstfahrlafetten durch die Möglichkeit, das Geschütz unmittelbar vom Fahrgestell aus zum Einsatz zu bringen. Dies erfordert eine technische Konstruktion, welche von der Besatzung des Fahrzeugs bedient werden kann und den entsprechenden Richtmitteln eines gezogenen oder stationären Geschütz entspricht.

### Zweckbestimmung und Abgrenzung
Die Aufgabe einer Selbstfahrlafette ist es ein Geschütz in eine Position zu bewegen, von der aus diese gegen den Feind wirken kann. Dabei dient die Selbstfahrlafette dazu, das Geschütz überhaupt erst oder besonders schnell von einem Ort zu einem anderen Ort bewegen zu können. Die Aufgabe der Selbstfahrlafette könnte dabei ein anders transportiertes Geschütz in gleicher Weise erfüllen. Selbstfahrende Arbeitsmaschinen haben bei zivilen Nutzfahrzeugen eine vergleichbare Zweckbestimmungsabgrenzung wie Selbstfahrlafetten. Es handelt sich nicht um eine Selbstfahrlafette, wenn der Zweck des Fahrzeuges in seiner Gesamtheit der Kampf ist, wie bei einem Kampfpanzer. Grenzwertig sind dabei Waffensysteme wie Sturmgeschütze und Jagdpanzer, die abhängig von der jeweiligen Einsatzdoktrin des Herkunftslandes, ein Kampffahrzeug oder eine Selbstfahrlafette darstellen können. Eisenbahngeschütze werden getrennt von Selbstfahrlafetten betrachtet, obwohl sie konzeptionelle Verwandtschaft haben und zum Teil auch autonom beweglich waren.

## Geschichte

### Anfänge

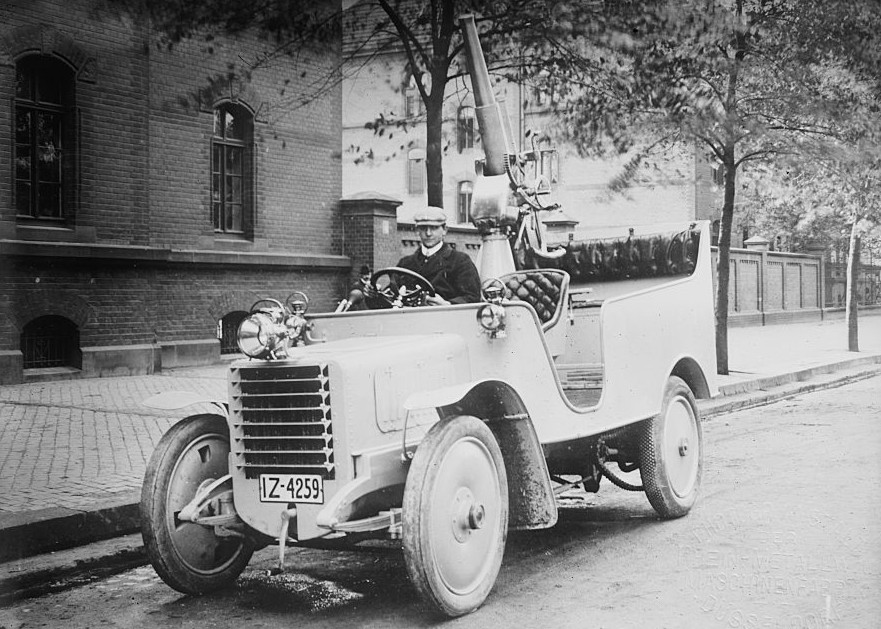
Automobil-Selbstfahrlafette mit 5-cm-Ballonabwehrkanone
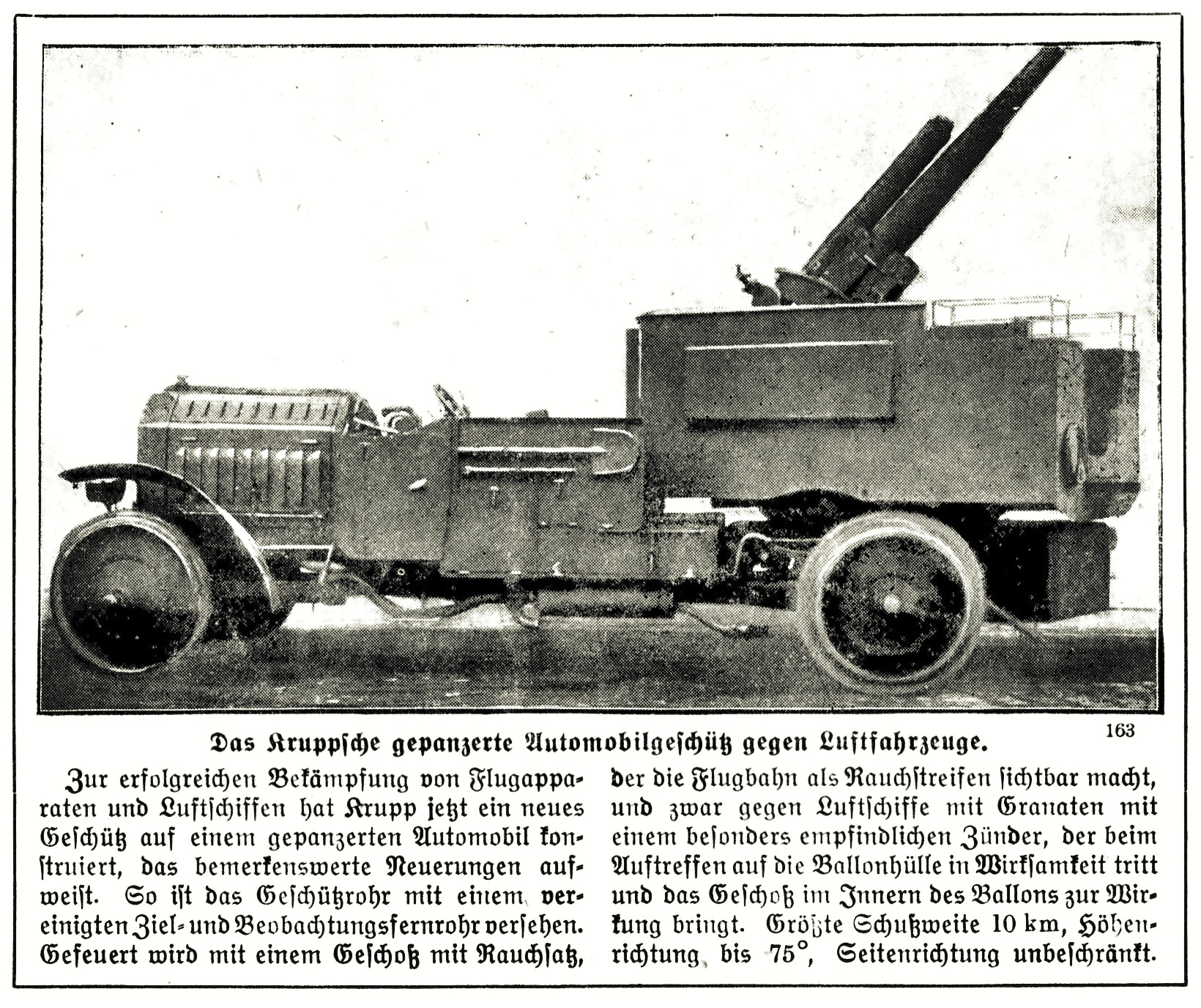
Kruppsche Flaklafette
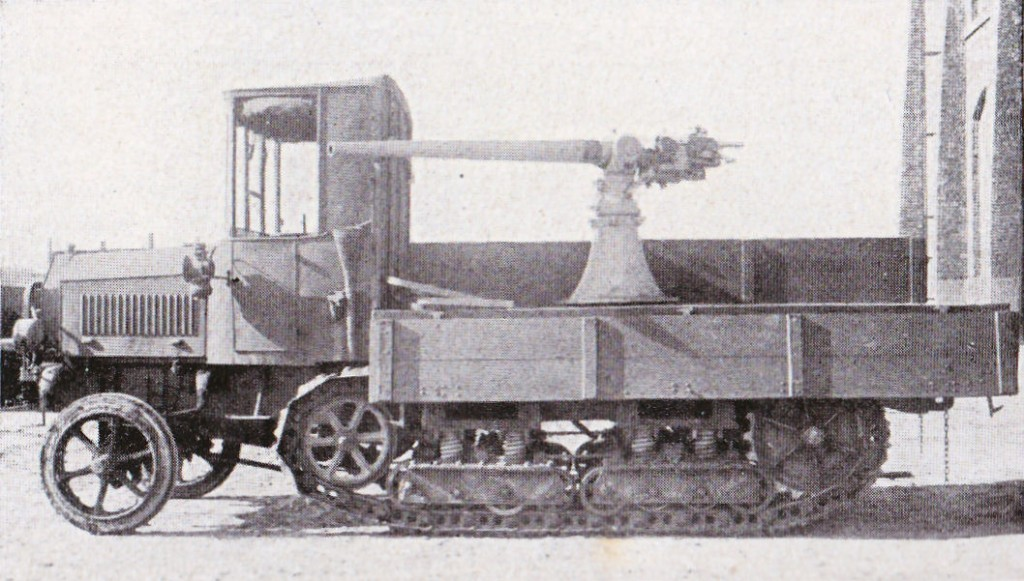
Halbkettenfahrzeug Marienwagen mit Geschütz als Selbstfahrlafette
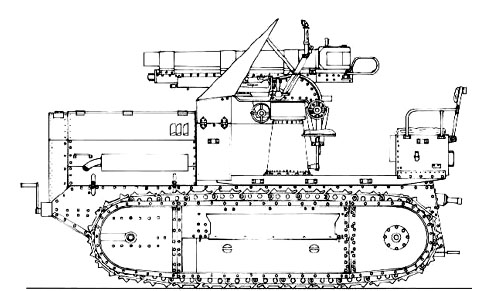
Kettenschlepper WD mit Geschütz mit 77-mm-Kanone

Der Beginn der Selbstfahrlafette fällt mit dem Beginn der Motorisierung zusammen. Sobald Fahrzeuge mit einem selbstständigen Antrieb vorhanden waren, wurde versucht mit diesen Waffen beweglich zu machen. Dies betraf anfänglich Lastkraftwagen, auf deren Ladefläche Geschütze montiert wurden.

### Erster Weltkrieg
Der Erste Weltkrieg entwickelt sich zu einer Materialschlacht ungekannten Ausmaßes. Die Versuche, die gegnerische Front zu durchbrechen, führten zu immer größeren und schweren Geschützen, die dort, wo in die gegnerische Front eingebrochen werden konnte, dem Vorstoß nicht ausreichend schnell folgen konnten, um den Erfolg auszunutzen und den Geländegewinn zu sichern. So entwickelte vor allem die französische Armee Selbstfahrlafetten, um dieses Problem zu beheben. Wichtigster Hersteller dieser Waffen war dabei die Firma St. Chamond, deren Artillerieselbstfahrlafetten auf den Fahrwerks-Konzepten von Holt und Caterpillar beruhten. Doch auch die anderen Nationen nutzten die steigende Motorisierung und experimentierten mit Selbstfahrlafetten.

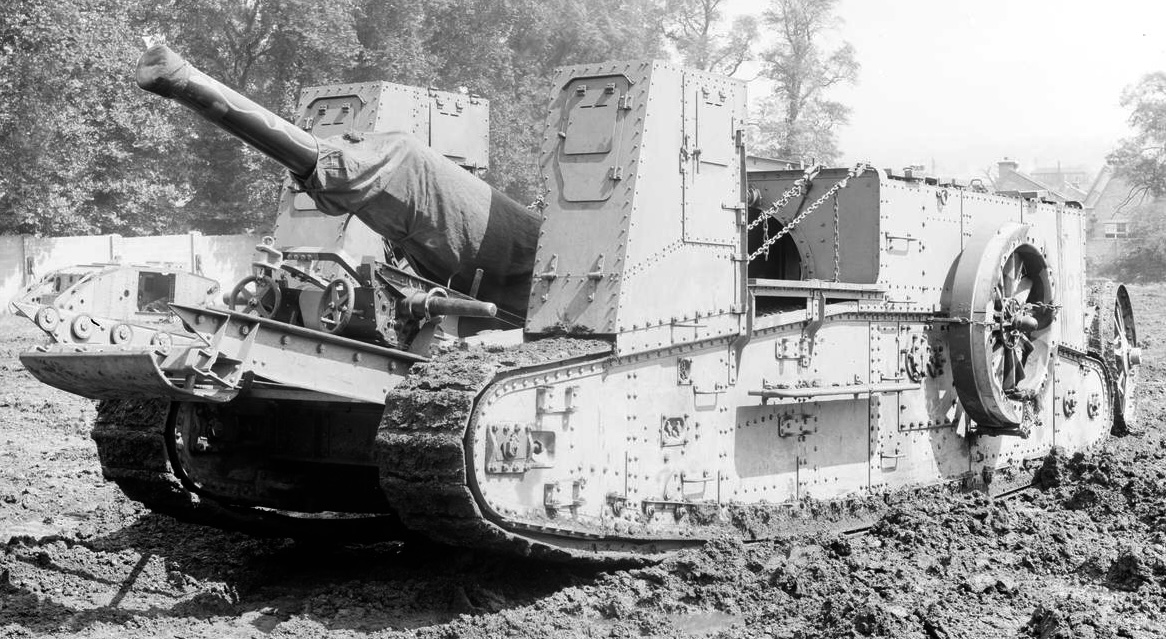
Britischer Gun Carrier Mark I (60 pdr) von 1917
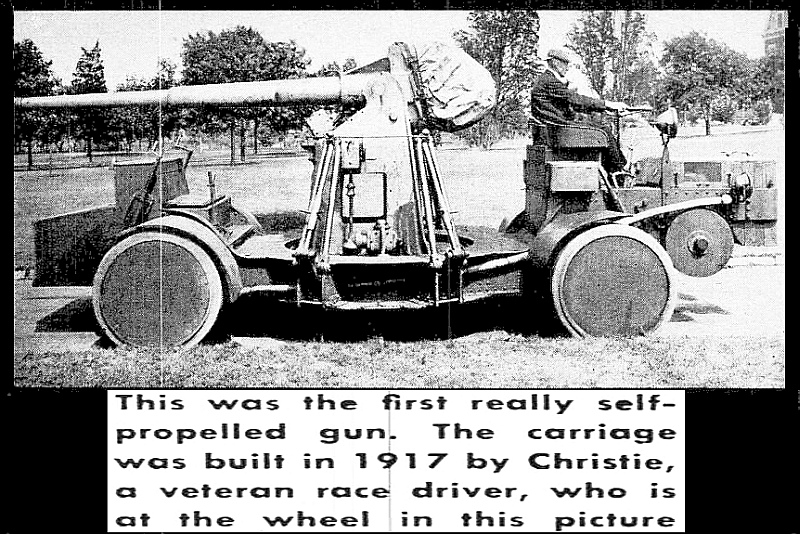
Selbstfahrlafette von Christie (1917)
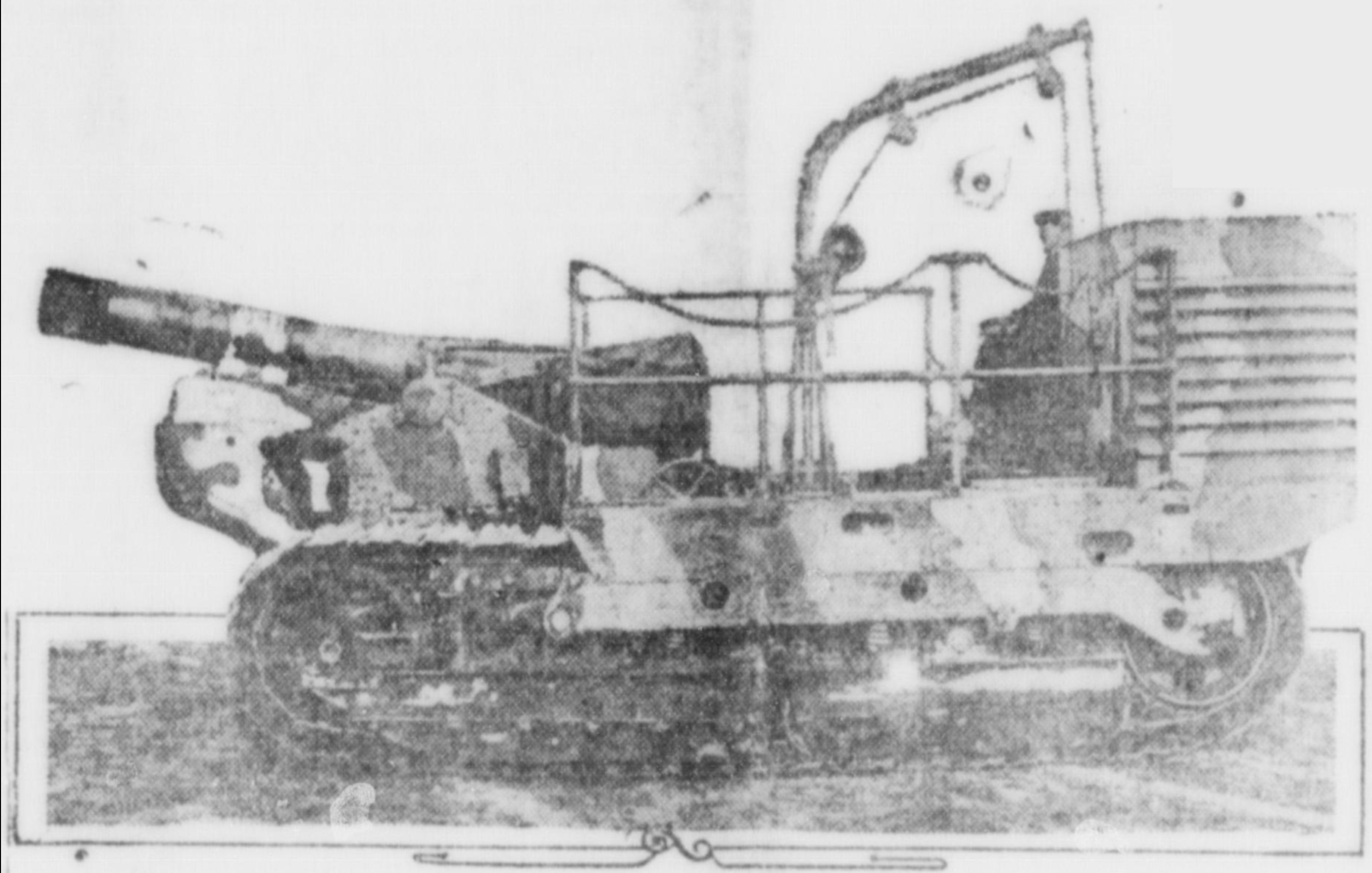
Amerikanische Selbstfahrlafette US 8 inch mounted howitzer (1918)
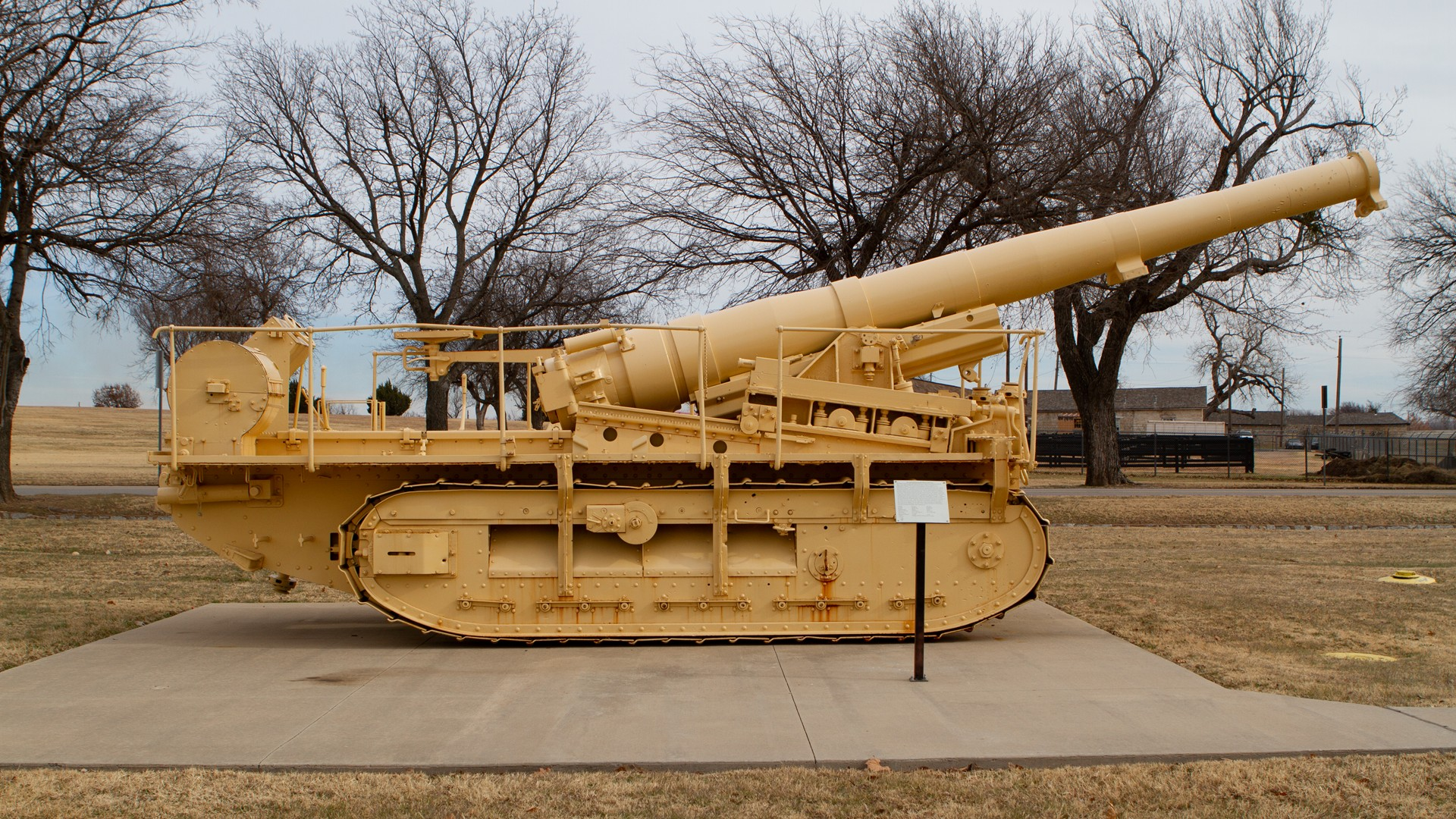
Selbstfahrlafette Canon de 194 mm GPF mit Kettenlaufwerk (1919)
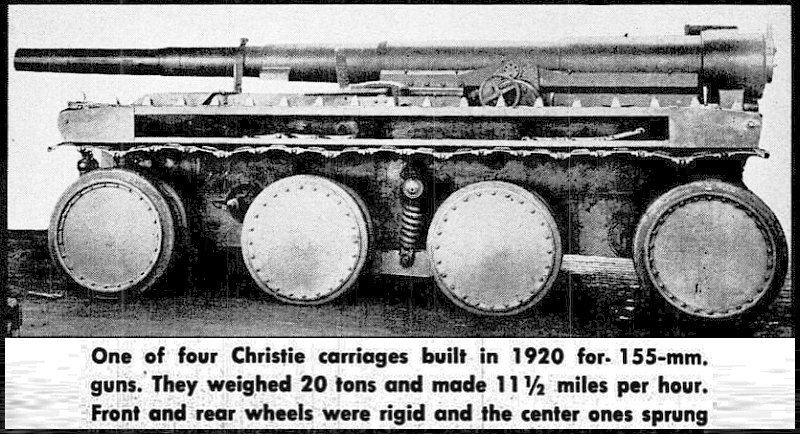
155-mm-Selbstfahrlafette von Christie (1920)

### Zweiter Weltkrieg
Zwischen beiden Kriegen machte die Technik große Fortschritte, und die Leistungsfähigkeit der Motoren erhöhte sich deutlich. Die Rote Armee setzte schon im Winterkrieg 1939/1940 die Marine-Selbstfahrlafette SU-100U ein.

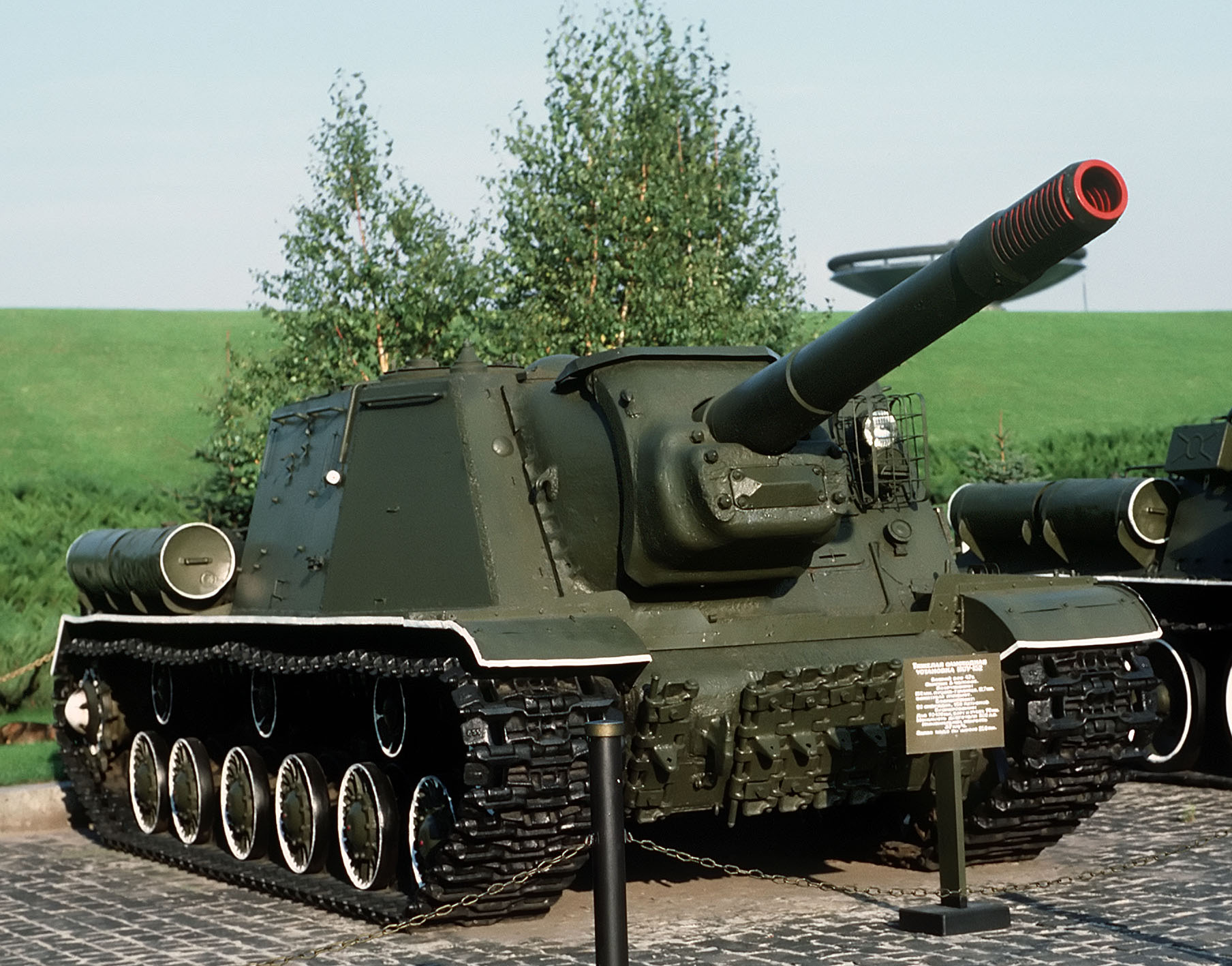
Sowjetische ISU-152 aus dem Zweiten Weltkrieg
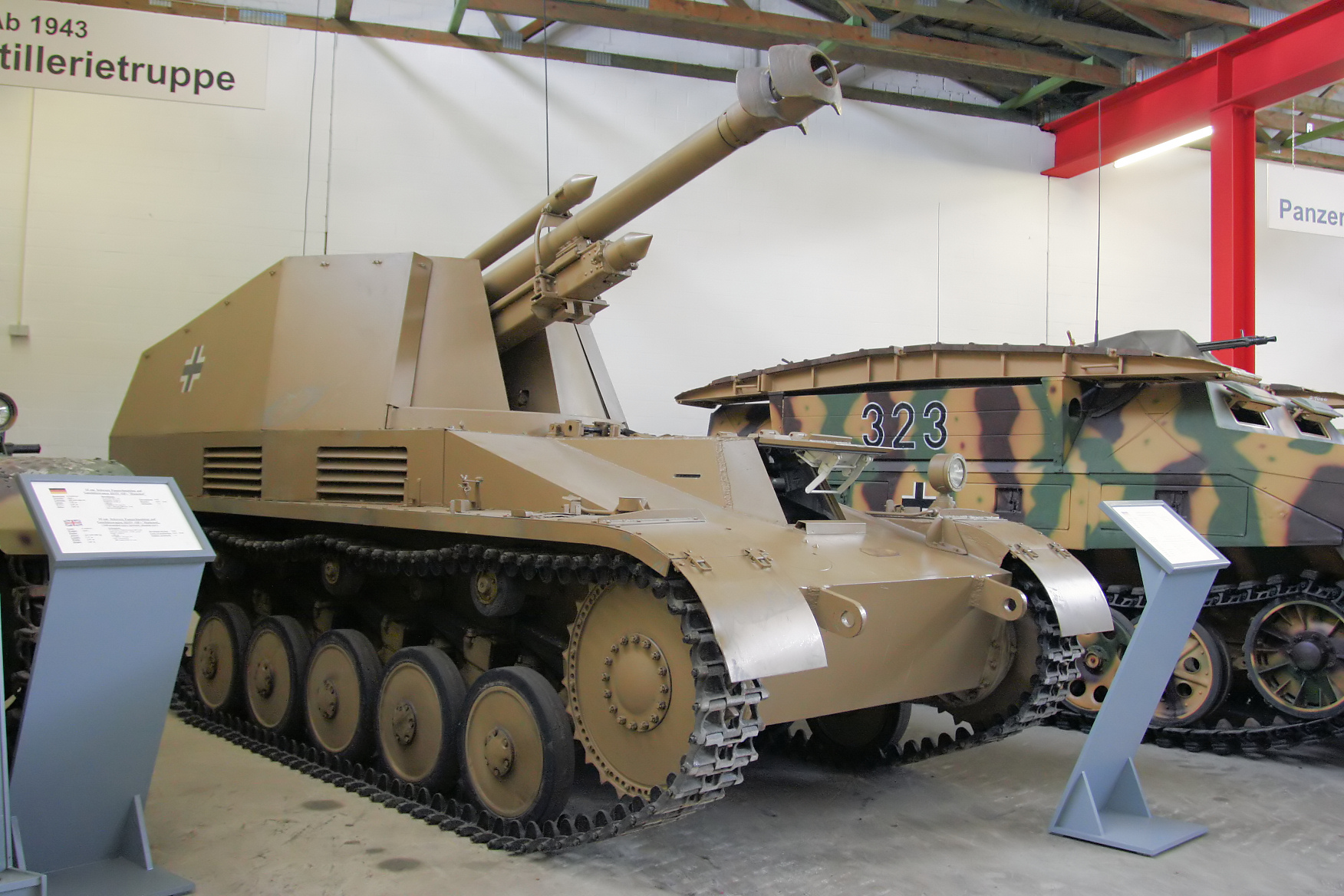
Deutsche Panzerhaubitze Wespe, in Serie ab 1943
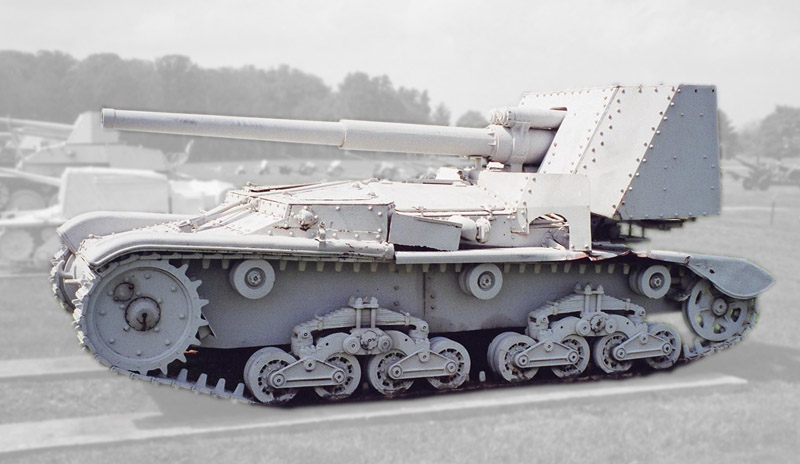
Italienisches Panzerartillerie-Geschütz Semovente 90/53, in Serie ab Frühjahr 1943
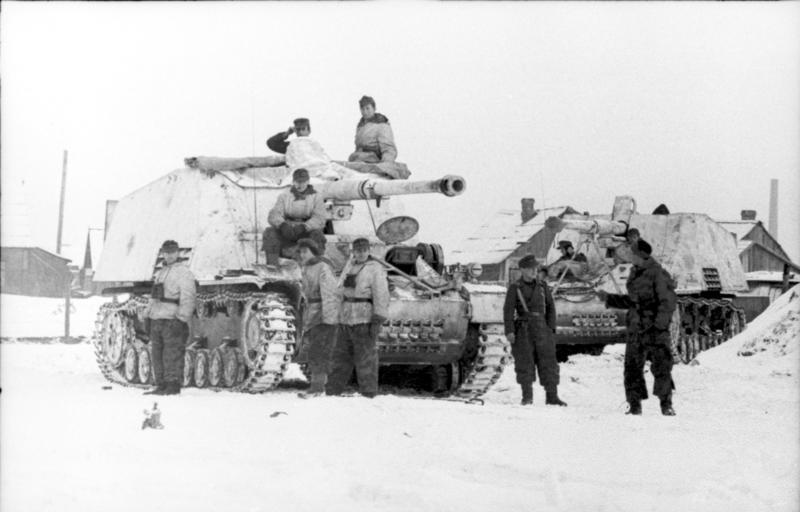
Deutscher Panzerjäger „Nashorn/Hornisse“, 1944
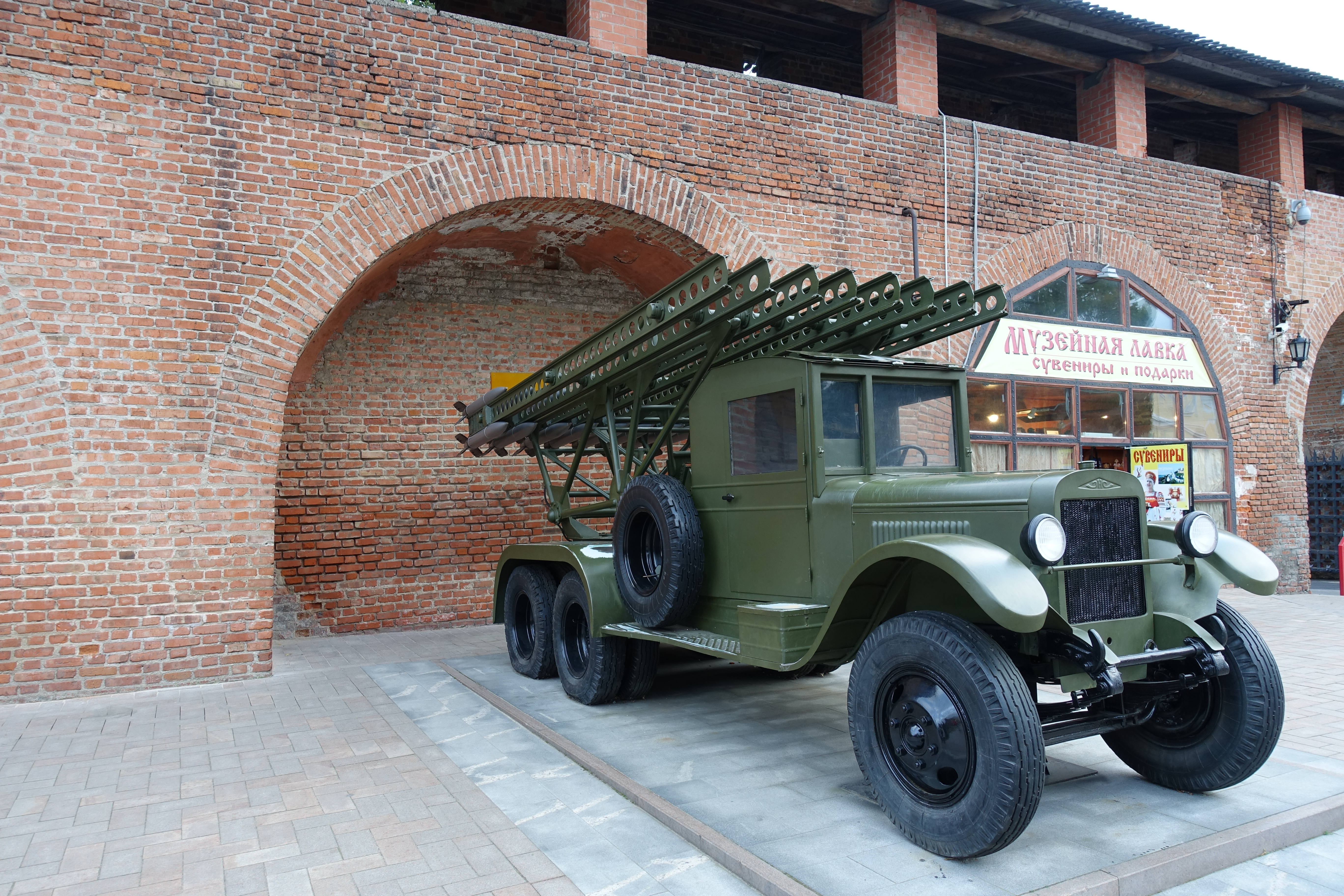
Sowjetischer Raketenwerfer Katjuscha („Stalinorgel“) auf ZIS-6, in Serie ab 1941
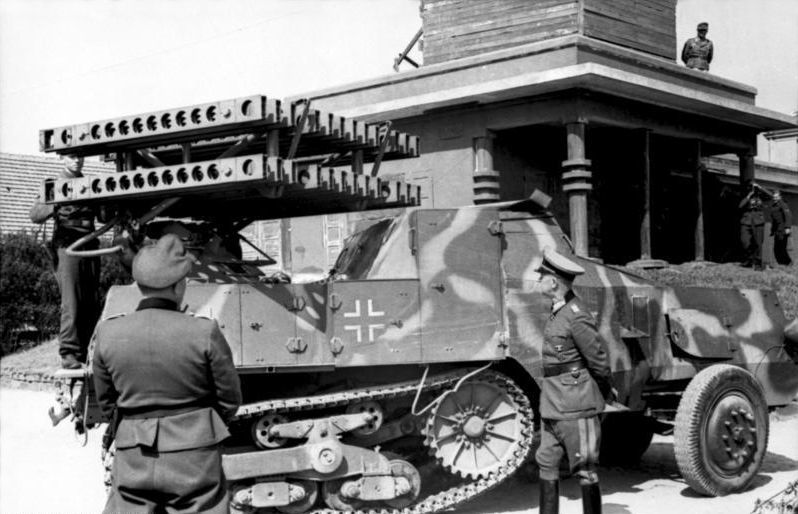
Deutscher Raketen-Vielfachwerfer („Nebelwerfer“), auf gepanzertem SOMUA MCG, 1944
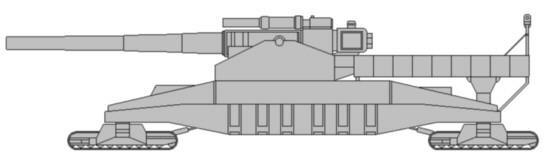
Entwurf der deutschen Selbstfahrlafette P-1500 Monster (Projekt 1943 eingestellt)

Nachdem während des Ersten Weltkrieges als Selbstfahrlafetten überwiegend Kettenfahrzeuge gebaut wurden, kamen nun auch vermehrt Rad- und Halbkettenfahrzeuge zur Verwendung. Insgesamt kommen im Zweiten Weltkrieg Selbstfahrlafetten in größerem Umfang zum Einsatz als Tanketten und Panzer.
Auch kam es nun durch die in großem Umfang auftretenden Panzerkampfwagen zu einem größeren Bedarf an Panzerabwehrkanonen, die genauso wie die Artillerie, den Bewegungen der eigenen Truppen folgen können sollen. Da die Pak-Geschütze, sobald sie vom Gegner aufgeklärt wurden, leicht durch gegnerische Artillerie bekämpft werden konnten, mussten auch sie in der Lage sein, ihre Stellung zu wechseln. Mit den leichten Geschützen bei Kriegsbeginn war dies noch möglich, doch im weiteren Verlauf wurden die Geschütze immer schwerer und mussten ebenfalls als Selbstfahrlafetten motorisiert werden.
Beispielsweise fanden später im Krieg in der Sowjetunion SU-152 und ISU-152 weite Verbreitung und wurden bis in die 1970er Jahre eingesetzt. Es gibt sowohl Lafetten mit fest montiertem Geschütz als auch solche, bei denen die Waffe sich in einem drehbaren Turm befindet, wie bei der Heuschrecke der ehemaligen deutschen Wehrmacht.
Beispiele:
- Panzerselbstfahrlafette für 12,8-cm-Kanone 40
- Selbstfahrlafette IV A

### Kalter Krieg

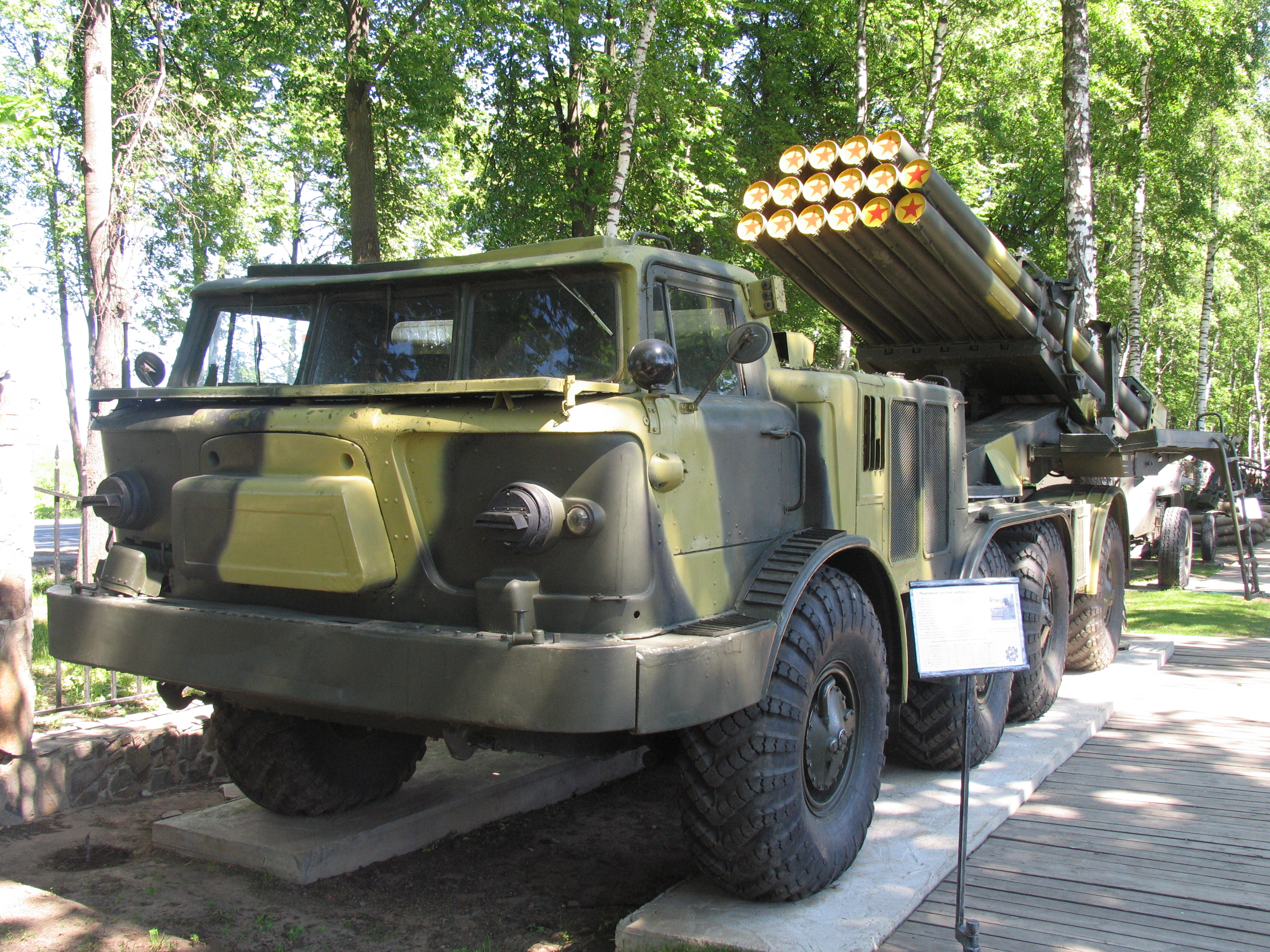
Sowjetischer SIL-135 mit Raketenwerfer BM-27 (1966–1993)

Die Klassen der Panzerjäger und Jagdpanzer verschwanden zunehmend. Da bereits zum Ende des Zweiten Weltkrieges leichte Waffen für die Infanterie entwickelt wurden, die in der Lage waren, stärkere Panzerung mit Hohlladungsgeschossen zu durchdringen, verlor das bis dahin vorrangig genutzte Wuchtgeschoss an Bedeutung.
Bei der Artillerie entwickelte sich der Zweig der strategischen Raketenartillerie, wie zum Beispiel das Lance-System. Offene Artilleriesysteme auf Selbstfahrlafette wurden zunehmend durch Panzerhaubitzen abgelöst.
Der konventionelle Flakpanzer Gepard der Bundeswehr verlor mit dem Ende des Kalten Krieges jegliche Bedeutung für die Bundeswehr, da moderne Flugabwehrsysteme auf Raketen basieren und Raketen auch von Schützenpanzern abgefeuert werden können.
Bei der Bundeswehr wurde in den ersten Jahrzehnten noch bei der Divisions- und Korpsartillerie die US-amerikanische M107 und die M110 eingesetzt. Als Erstausstattung mit Panzerhaubitzen diente die M7 Priest. Die Panzerhaubitze M109 folgte in den 1960er Jahren.

### Moderne Systeme

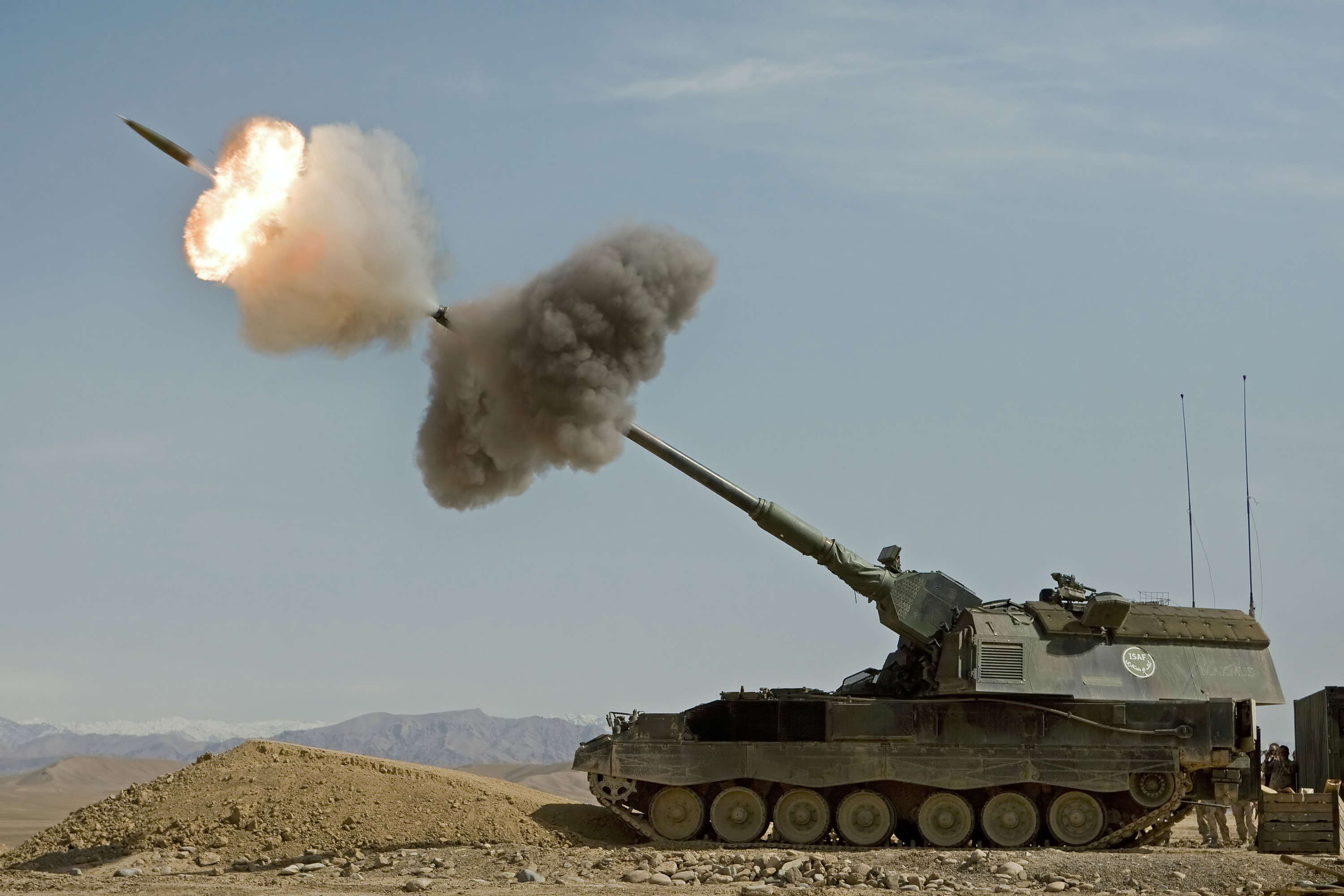
Panzerhaubitze 2000

Die bekannteste Selbstfahrlafette der Bundeswehr ist die 155-mm-Panzerhaubitze 2000. Ein möglicher Nachfolger könnte das RCH 155 werden. In Frankreich ist derzeit die 155-mm-AMX-30 AuF1 im Einsatz, welche in Zukunft (2030) durch den CAESAR ersetzt werden soll. Die Panzerhaubitze der US-Streitkräfte ist der 155-mm-M109A6 Paladin. Russland ist derzeit mit der 152,4-mm-2S19M2 Msta-S ausgerüstet. In Großbritannien wird die 155-mm-AS 90 Braveheart genutzt. Das neueste System aus China ist die 155-mm-PLZ-52.

## Selbstfahrlafetten-Typen
Grundmerkmal aller Selbstfahrlafetten ist die Zweckbestimmung für Geschütze, deren Transport, Positionierung und Nutzung. Die Grundtypen der Selbstfahrlafetten können nach technischen Merkmalen oder nach anderen Gesichtspunkten wie Zweckbestimmung eingeteilt werden.

### Selbstfahrlafetten nach technischen Eigenschaften
- Fahrwerk: Vollkette, Halbkette, Radfahrzeug
- Panzerung: schwer, mittel, leicht, keine
- Bewaffnung: Rohre lang/kurz, 20 mm bis schwerste Geschütze und andere Waffenarten wie Mehrfachraketenwerfer
- Antrieb: Motorarten Otto, Diesel, Vielstoffmotor, Gasturbine, Elektro, Dampfmaschine, bis Hybridantrieb
- Lafettentyp: meist steilfeuerfähig, pivotiert oder eingeschränkt beweglich

Selbstfahrlafetten mit Kettenfahrgestell, die einen guten Splitterschutz oder sogar eine Panzerung und eine in einem Turm gelagerte Artilleriewaffe aufweisen, werden im Westen als Panzerhaubitzen bezeichnet und gehören zur Panzerartillerie. In den Staaten des Warschauer Vertrages wurden sie Selbstfahrlafetten genannt. Kettengetriebene Selbstfahrlafetten benutzen ab dem Zweiten Weltkrieg oft die nun in größeren Mengen zur Verfügung stehenden Wannen und Antriebe von Kampfpanzern. Statt des Turms wird die nahezu feststehende Kanone und weniger Panzerung montiert, die Kanone hat dabei meist ein größeres Kaliber als der Basispanzer.

### Selbstfahrlafetten nach Einsatzbereichen
- Flak-Selbstfahrlafetten
- Panzerjäger
- Artillerieselbstfahrlafetten
  - Panzerhaubitzen
  - Raketenartillerie

Für die bewegliche Panzerabwehr wurden seit dem Ende des Zweiten Weltkrieges vermehrt Jagdpanzer eingesetzt. Die unmittelbare Feuerunterstützung der Infanterie, die beginnend ab dem Zweiten Weltkrieg mechanisiert wurde, ging von Sturmgeschützen, die meist nur im direkten Schuss Feindkräfte bekämpften, danach auf Panzerhaubitzen über, die die gleiche Wirkung im indirekten Schuss auf größere Entfernung erzielten, sich aber außerhalb der Reichweite feindlicher Panzer und Infanterie befanden.
Feldartillerie benötigte früher wie bei der FH155-1 für den Landmarsch ein Zugfahrzeug, auch wenn sie für den selbständigen Stellungswechsel mit einem Hilfsmotor ausgestattet war. Die zur Feldartillerie zählende Gebirgsartillerie war wie die 105-mm-Gebirgshaubitze Modell 56 in Einzellasten auf Tragtiere verladbar. Heute ist Feldartillerie häufig mit geschützten Geschützen auf Selbstfahrlafetten als Radfahrgestelle wie das Artilleriesystem Archer oder ungeschützten wie die französische CAESAR ausgestattet. Diese sind kostengünstiger, auf Grund des geringeren Gewichts lufttransportfähig, belasten im Einsatzraum nicht die Verkehrsinfrastruktur durch Fahrschäden wie Panzerfahrgestelle und benötigen daher auch für den weiteren Landmarsch keine Panzertransporter wie das deutsche ELT.

### Abgrenzung
Im Gegensatz zu Selbstfahrlafetten steht bei Panzern der Schutz von Personen und Material im Vordergrund, wobei die Widerstandskraft den Schutz, die Überlebensfähigkeit und die Einsatzdauer bestimmt. Mobile Startrampen für einzelne Raketen werden nicht den Selbstfahrlafetten zugerechnet. Der Küstenraketenkomplex Rubesch zeigt einen Grenzfall.